# Luigi Orione
Luigi Giovanni Orione, F.D.P. (23. června 1872 Pontecurone – 12. března 1940 Sanremo) byl italský římskokatolický kněz a řeholník, zakladatel kongregace Malého díla Boží prozřetelnosti, které byl sám členem, a kongregace Malých misijních sester lásky. Katolická církev jej uctívá jako světce.

## Život

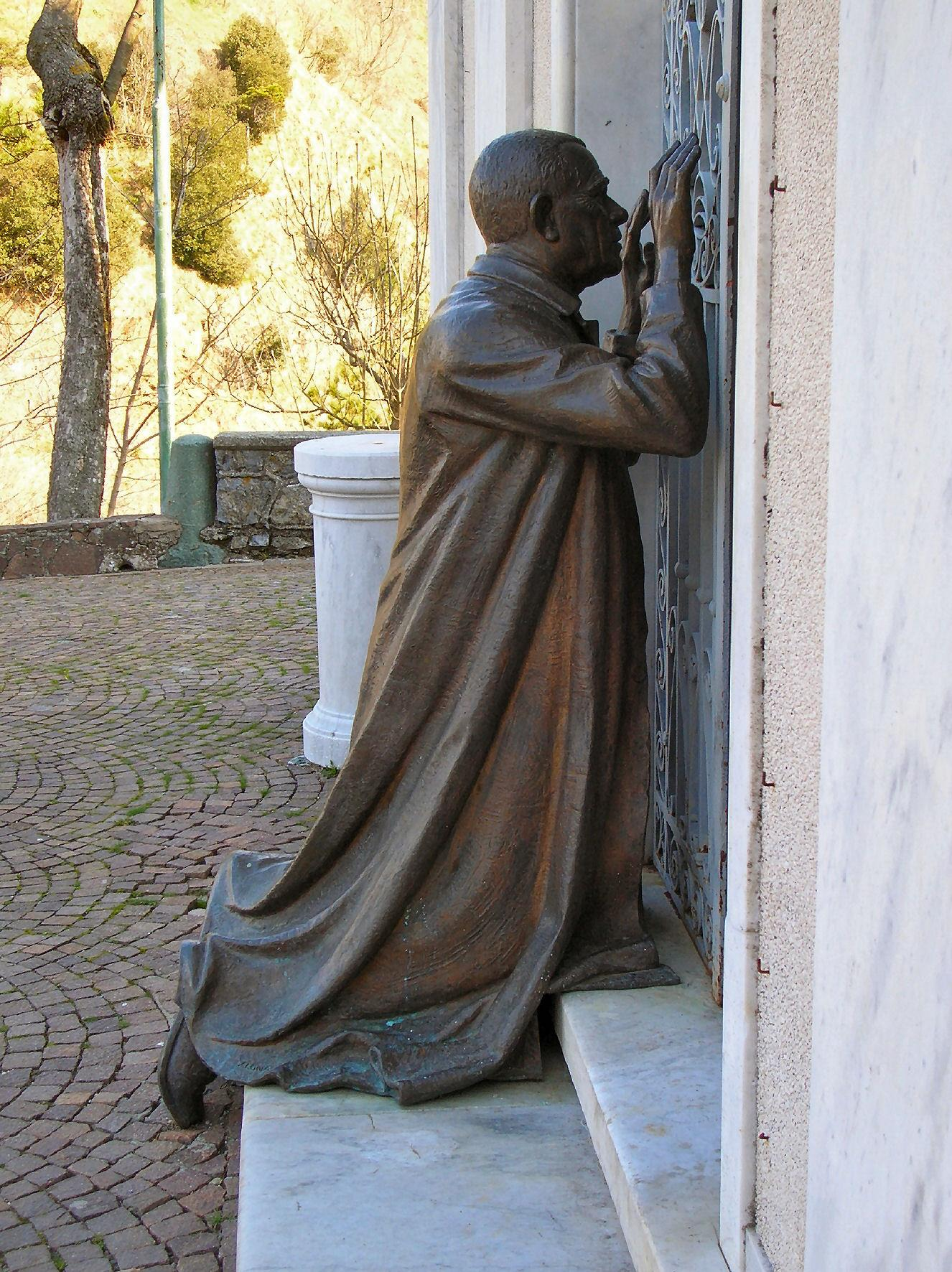
Jeho socha při svatyni Nostra Signora della Guardia v Ceranesi

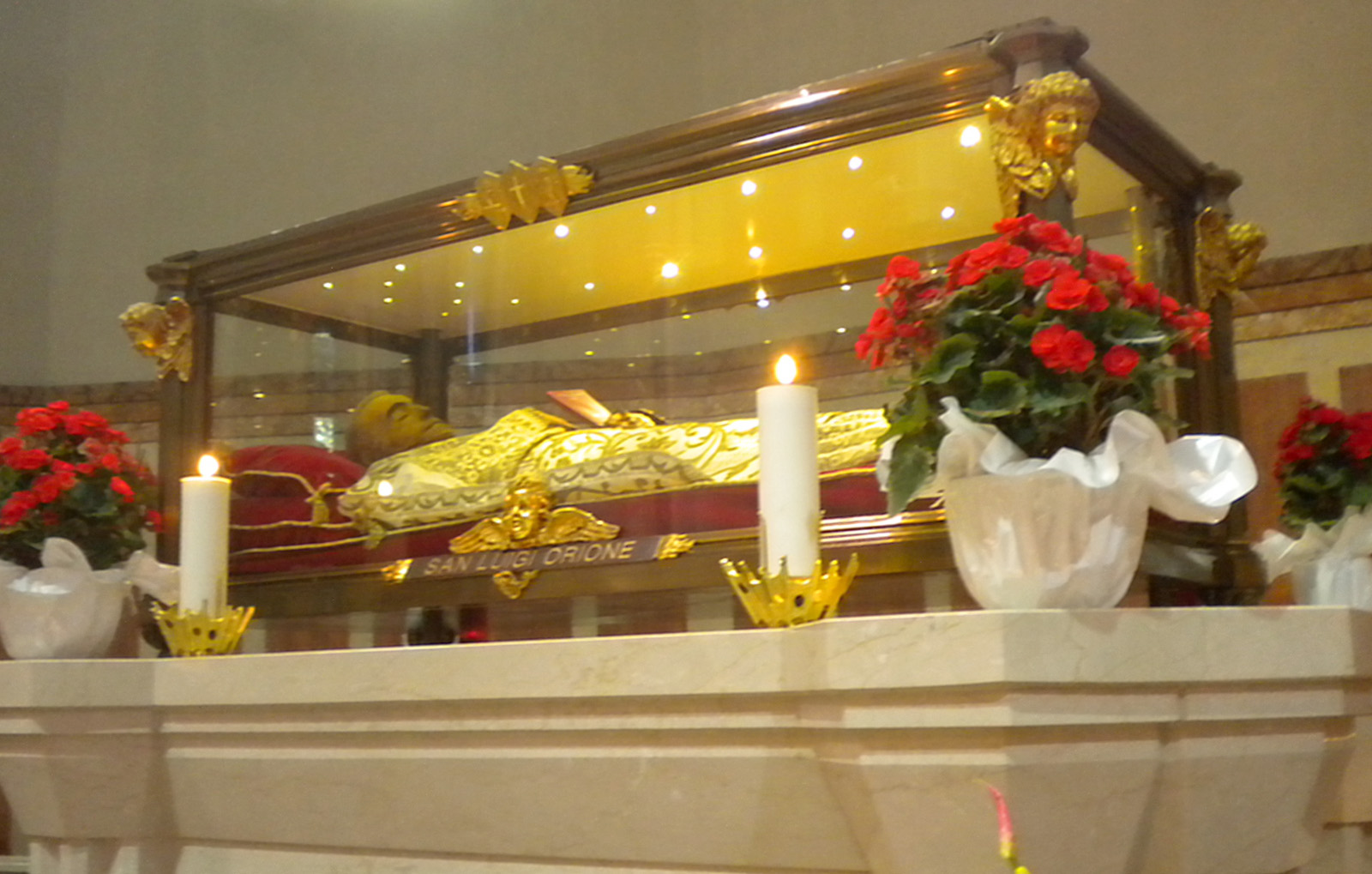
Jeho ostatky ve svatyni Madonna della Guardia v Tortoně

Narodil se dne 23. června 1872 do chudé rodiny v Pontecurone v provincii Alessandria. Následujícího dne byl pokřtěn místním farářem Michelem Cattaneem. Jeho otec Vittorio byl dlaždič, matka Carolina byla žena v domácnosti.
Ve třinácti letech vstoupil do františkánského kláštera ve Vogheře v provincii Pavia, ale po roce odešel kvůli špatnému zdraví. V letech 1886–1889 docházel do salesiánské oratoře Valdocco v Turíně. Byl zde žákem jejího zakladatele sv. Jana Bosca a roku 1888 byl přítomen při jeho smrti.
Rozhodl se stát knězem a nastoupil na kněžský seminář diecéze Tortona. Inspirován salesiánským dílem založil již jako 20letý seminarista vlastní oratoř pro chudé chlapce z města, a následující rok založil internátní školu pro chudé. Na kněze byl vysvěcen 13. dubna 1895.
Počínaje rokem 1899 začal shromažďovat skupinu kleriků. Z komunity vznikla jím založená mužská řeholní kongregace Malého díla Boží prozřetelnosti, do které se svými společníky sám vstoupil. Založil také její ženskou větev, kongregaci Malých misijních sester lásky. Mezi jeho spolupracovníky a přátele patřil známý skladatel duchovní hudby Mons. Lorenzo Perosi nebo Carlo Sterpi, který byl roku 1989 prohlášen za ctihodného.
V roce 1908 pomáhal ve městech Messina a v Reggio di Calabria, které byly poničeny při zemětřesení. Většinu času poté věnoval péči o potřebné sirotky. V roce 1915 odcestoval do oblasti Marsice, aby zde pomáhal po ničivém zemětřesení.
Po první světové válce rozšiřoval své dílo zřizováním škol, zemědělských kolonií, charitativních organizací a pečovatelských domů, vždy s důrazem na pomoc sirotkům a chudým. Roku 1931 založil svatyni Madonna della Guardia v Tortoně.
V zimě roku 1940 začal trpět vážnými srdečními a plicními chorobami. Odcestoval do Sanrema, aby se zotavil. Jeho zdravotní stav se však zhoršoval. Zemřel dne 12. března 1940 v Sanremu. Jeho ostatky jsou uchovávány v jím zbudované svatyni Madonna della Guardia v Tortoně.

## Úcta
Jeho beatifikační proces započal dne 25. března 1963, čímž obdržel titul služebník Boží. Dne 6. února 1978 jej papež sv. Pavel VI. podepsáním dekretu o jeho hrdinských ctnostech prohlásil za ctihodného. Dne 13. dubna 1980 byl uznán první zázrak na jeho přímluvu, potřebný pro jeho blahořečení.
Blahořečen pak byl dne 26. října 1980 na Svatopetrském náměstí papežem sv. Janem Pavlem II. Dne 7. července 2003 byl uznán zázrak na jeho přímluvu, potřebný pro jeho svatořečení. Svatořečen pak byl dne 16. května 2004 na Svatopetrském náměstí papežem sv. Janem Pavlem II.
Jeho památka je připomínána 12. března. Bývá zobrazován v kněžském oděvu.